# Cephalotes jansei
Cephalotes jansei é uma espécie de inseto do gênero Cephalotes, pertencente à família Formicidae.